# Xã Carl, Quận Adams, Iowa
Xã Carl (tiếng Anh: Carl Township) là một xã thuộc quận Adams, tiểu bang Iowa, Hoa Kỳ. Năm 2010, dân số của xã này là 149 người.